# Museo Ebraico di Venezia

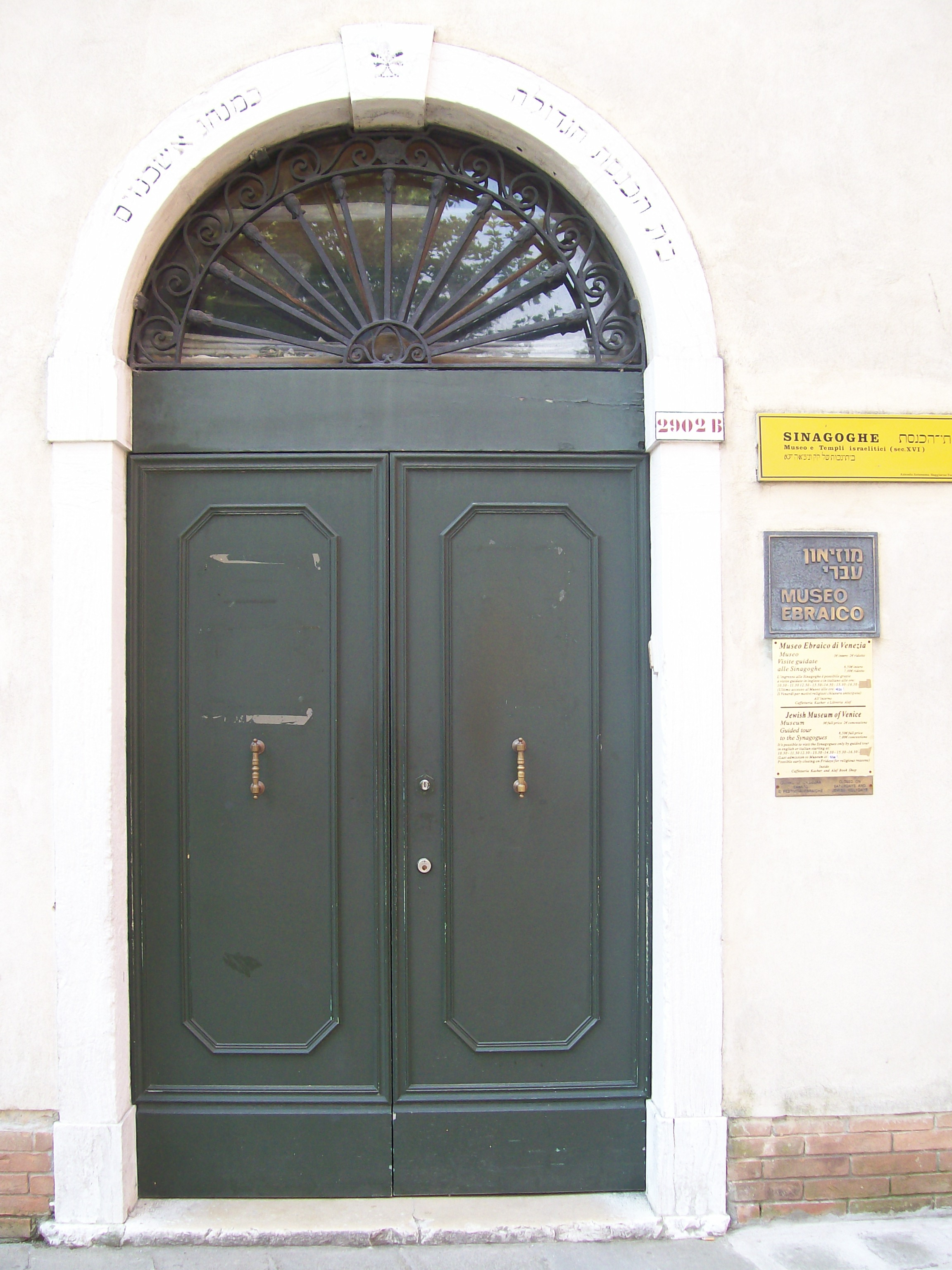
Der Eingang zu Synagoge und Museum

Das Museo Ebraico di Venezia (etwa: Jüdisches Museum Venedigs) ist ein Museum in der norditalienischen Stadt Venedig, das sich der Geschichte und Kultur der jüdischen Gemeinde der Stadt widmet. Es wurde 1954 gegründet und befindet sich am Campo del Ghetto Novo (Cannaregio 2902 B) im Ghetto zwischen den beiden ältesten Synagogen Venedigs. Das Museum bewahrt neben Textilien des 16. bis 19. Jahrhunderts eine umfangreiche Sammlung von Inkunabeln, Frühdrucken, Manuskripten und für das städtische und jüdische Leben bedeutende Druckwerke späterer Zeit auf.
Das Museum ist in zwei Abteilungen aufgeteilt, von denen die eine das Leben der Gemeinde gemäß dem Festkalender darbietet und dementsprechend für die Liturgie wichtige Objekte ausstellt, während die andere Abteilung einem historischen Leitfaden folgt und einen eher didaktischen Charakter hat. 
1974 entstand eine eigene Bibliothek, die allerdings erst 1981 eröffnet wurde. 1991 wurde das Haus neben das Museum verlagert (Cannaregio, 2899). Die Bibliothek birgt etwa 600 buste und ein dazugehöriges Inventar oder Findbuch sowie eine eigene Filmsammlung.